# Miranda Cosgrove/Diskografie
Diese Diskografie ist eine Übersicht über die musikalischen Werke der US-amerikanischen Popsängerin Miranda Cosgrove. Ihre erfolgreichste Veröffentlichung ist die Single Kissin U mit über 500.000 verkauften Einheiten.

## Alben

### Studioalben
| Jahr | Titel Musiklabel                   | Höchstplatzierung, Gesamtwochen, AuszeichnungChartplatzierungen (Jahr, Titel, Musiklabel, Platzierungen, Wochen, Auszeichnungen, Anmerkungen) | Höchstplatzierung, Gesamtwochen, AuszeichnungChartplatzierungen (Jahr, Titel, Musiklabel, Platzierungen, Wochen, Auszeichnungen, Anmerkungen) | Höchstplatzierung, Gesamtwochen, AuszeichnungChartplatzierungen (Jahr, Titel, Musiklabel, Platzierungen, Wochen, Auszeichnungen, Anmerkungen) | Höchstplatzierung, Gesamtwochen, AuszeichnungChartplatzierungen (Jahr, Titel, Musiklabel, Platzierungen, Wochen, Auszeichnungen, Anmerkungen) | Höchstplatzierung, Gesamtwochen, AuszeichnungChartplatzierungen (Jahr, Titel, Musiklabel, Platzierungen, Wochen, Auszeichnungen, Anmerkungen) | Anmerkungen                                             |
| Jahr | Titel Musiklabel                   | DE | AT | CH | UK | US | Anmerkungen                                             |
| ---- | ---------------------------------- | --- | --- | --- | --- | --- | ------------------------------------------------------- |
| 2010 | Sparks Fly Columbia Records (Sony) | DE96 (1 Wo.)DE | AT46 (3 Wo.)AT | CH35 (6 Wo.)CH | — | US8 (17 Wo.)US | Erstveröffentlichung: 27. April 2010 Verkäufe: + 36.057 |

### Soundtracks
| Jahr | Titel Musiklabel                                                                          | Höchstplatzierung, Gesamtwochen, AuszeichnungChartplatzierungen (Jahr, Titel, Musiklabel, Platzierungen, Wochen, Auszeichnungen, Anmerkungen) | Höchstplatzierung, Gesamtwochen, AuszeichnungChartplatzierungen (Jahr, Titel, Musiklabel, Platzierungen, Wochen, Auszeichnungen, Anmerkungen) | Höchstplatzierung, Gesamtwochen, AuszeichnungChartplatzierungen (Jahr, Titel, Musiklabel, Platzierungen, Wochen, Auszeichnungen, Anmerkungen) | Höchstplatzierung, Gesamtwochen, AuszeichnungChartplatzierungen (Jahr, Titel, Musiklabel, Platzierungen, Wochen, Auszeichnungen, Anmerkungen) | Höchstplatzierung, Gesamtwochen, AuszeichnungChartplatzierungen (Jahr, Titel, Musiklabel, Platzierungen, Wochen, Auszeichnungen, Anmerkungen) | Anmerkungen                              |
| Jahr | Titel Musiklabel                                                                          | DE | AT | CH | UK | US | Anmerkungen                              |
| ---- | ----------------------------------------------------------------------------------------- | --- | --- | --- | --- | --- | ---------------------------------------- |
| 2003 | School of Rock Atlantic Records (WMG)                                                     | — | AT57 (4 Wo.)AT | — | — | US95 (1 Wo.)US | Erstveröffentlichung: 30. September 2003 |
| 2008 | iCarly: Music from and Inspired by the Hit TV Show Columbia Records • Nick Records (Sony) | — | AT28 (3 Wo.)AT | — | — | US28 (6 Wo.)US | Erstveröffentlichung: 10. Juni 2008      |
| 2012 | iCarly: iSoundtrack II Columbia Records • Nick Records (Sony)                             | — | — | — | — | US157 (1 Wo.)US | Erstveröffentlichung: 24. Januar 2012    |

### EPs
| Jahr | Titel Musiklabel                         | Höchstplatzierung, Gesamtwochen, AuszeichnungChartplatzierungen (Jahr, Titel, Musiklabel, Platzierungen, Wochen, Auszeichnungen, Anmerkungen) | Höchstplatzierung, Gesamtwochen, AuszeichnungChartplatzierungen (Jahr, Titel, Musiklabel, Platzierungen, Wochen, Auszeichnungen, Anmerkungen) | Höchstplatzierung, Gesamtwochen, AuszeichnungChartplatzierungen (Jahr, Titel, Musiklabel, Platzierungen, Wochen, Auszeichnungen, Anmerkungen) | Höchstplatzierung, Gesamtwochen, AuszeichnungChartplatzierungen (Jahr, Titel, Musiklabel, Platzierungen, Wochen, Auszeichnungen, Anmerkungen) | Höchstplatzierung, Gesamtwochen, AuszeichnungChartplatzierungen (Jahr, Titel, Musiklabel, Platzierungen, Wochen, Auszeichnungen, Anmerkungen) | Anmerkungen                                                                             |
| Jahr | Titel Musiklabel                         | DE | AT | CH | UK | US | Anmerkungen                                                                             |
| ---- | ---------------------------------------- | --- | --- | --- | --- | --- | --------------------------------------------------------------------------------------- |
| 2009 | About You Now Columbia Records (Sony)    | DE*DE | AT*AT | CH*CH | UK*UK | US*US | Erstveröffentlichung: 3. Februar 2009 Verkäufe werden teilweise der Single hinzuaddiert |
| 2011 | High Maintenance Columbia Records (Sony) | — | — | — | — | US34 (5 Wo.)US | Erstveröffentlichung: 15. März 2011                                                     |

## Singles

### Als Leadmusikerin
| Jahr | Titel Album                                                  | Höchstplatzierung, Gesamtwochen, AuszeichnungChartplatzierungen (Jahr, Titel, Album, Platzierungen, Wochen, Auszeichnungen, Anmerkungen) | Höchstplatzierung, Gesamtwochen, AuszeichnungChartplatzierungen (Jahr, Titel, Album, Platzierungen, Wochen, Auszeichnungen, Anmerkungen) | Höchstplatzierung, Gesamtwochen, AuszeichnungChartplatzierungen (Jahr, Titel, Album, Platzierungen, Wochen, Auszeichnungen, Anmerkungen) | Höchstplatzierung, Gesamtwochen, AuszeichnungChartplatzierungen (Jahr, Titel, Album, Platzierungen, Wochen, Auszeichnungen, Anmerkungen) | Höchstplatzierung, Gesamtwochen, AuszeichnungChartplatzierungen (Jahr, Titel, Album, Platzierungen, Wochen, Auszeichnungen, Anmerkungen) | Anmerkungen                                                |
| Jahr | Titel Album                                                  | DE | AT | CH | UK | US | Anmerkungen                                                |
| ---- | ------------------------------------------------------------ | --- | --- | --- | --- | --- | ---------------------------------------------------------- |
| 2007 | Leave It All to Me iCarly                                    | — | — | — | — | US100 (1 Wo.)US | Erstveröffentlichung: 18. Dezember 2007 feat. Drake Bell   |
| 2008 | Stay My Baby iCarly                                          | — | — | — | — | — | Erstveröffentlichung: 4. August 2008 Original: Amy Diamond |
| 2009 | About You Now About You Now EP • iCarly (Fan Pack edition)   | — | — | — | — | US47 (4 Wo.)US | Erstveröffentlichung: 5. Februar 2009 Original: Sugababes  |
| 2010 | Kissin U Sparks Fly                                          | DE67 (5 Wo.)DE | AT51 (6 Wo.)AT | — | — | US54 Gold · (15 Wo.)US | Erstveröffentlichung: 22. März 2010 Verkäufe: + 500.000    |
| 2010 | Dancing Crazy High Maintenance                               | — | — | — | — | US100 (1 Wo.)US | Erstveröffentlichung: 21. Dezember 2010                    |
| 2011 | Leave It All to Shine Victorious: Music from the Hit TV Show | — | — | — | — | — | Erstveröffentlichung: 10. Juni 2011 mit Victoria Justice   |

### Als Gastmusikerin
| Jahr | Titel Album    | Höchstplatzierung, Gesamtwochen, AuszeichnungChartplatzierungen (Jahr, Titel, Album, Platzierungen, Wochen, Auszeichnungen, Anmerkungen) | Höchstplatzierung, Gesamtwochen, AuszeichnungChartplatzierungen (Jahr, Titel, Album, Platzierungen, Wochen, Auszeichnungen, Anmerkungen) | Höchstplatzierung, Gesamtwochen, AuszeichnungChartplatzierungen (Jahr, Titel, Album, Platzierungen, Wochen, Auszeichnungen, Anmerkungen) | Höchstplatzierung, Gesamtwochen, AuszeichnungChartplatzierungen (Jahr, Titel, Album, Platzierungen, Wochen, Auszeichnungen, Anmerkungen) | Höchstplatzierung, Gesamtwochen, AuszeichnungChartplatzierungen (Jahr, Titel, Album, Platzierungen, Wochen, Auszeichnungen, Anmerkungen) | Anmerkungen                                                   |
| Jahr | Titel Album    | DE | AT | CH | UK | US | Anmerkungen                                                   |
| ---- | -------------- | --- | --- | --- | --- | --- | ------------------------------------------------------------- |
| 2004 | School of Rock | — | — | — | UK51 (2 Wo.)UK | — | Erstveröffentlichung: 9. Februar 2004 mit School of Rock Cast |

## Musikvideos
| Jahr | Titel                           | Regisseur(e)   |
| ---- | ------------------------------- | -------------- |
| 2007 | Leave It All to Me              | Dan Schneider  |
| 2008 | Stay My Baby                    | Jesse Dylan    |
| 2009 | About You Now                   | Bille Woodruff |
| 2009 | Raining Sunshine                | Chris Miller   |
| 2010 | Kissin U                        | Alan Ferguson  |
| 2010 | All I Want for Christmas Is You | Bille Woodruff |
| 2011 | Dancing Crazy                   | Kenneth Montas |
| 2011 | Leave It All to Shine           | Dan Schneider  |

## Sonderveröffentlichungen
| Jahr | Titel Album                                       | Anmerkungen                                                                                         |
| ---- | ------------------------------------------------- | --------------------------------------------------------------------------------------------------- |
| 2010 | All I Want for Christmas Is You Holiday Bundle EP | Erstveröffentlichung: 30. November 2010 Big Time Rush feat. Miranda Cosgrove Original: Mariah Carey |

| Jahr | Titel Soundtrack zu                                      | Anmerkungen                                               |
| ---- | -------------------------------------------------------- | --------------------------------------------------------- |
| 2009 | Raining Sunshine Wolkig mit Aussicht auf Fleischbällchen | Erstveröffentlichung: 15. September 2009                  |
| 2011 | Leave It All to Shine Victorious                         | Erstveröffentlichung: 2. August 2011 mit Victoria Justice |

## Promoveröffentlichungen
| Jahr | Titel Album                                                       | Anmerkungen                                                      |
| ---- | ----------------------------------------------------------------- | ---------------------------------------------------------------- |
| 2008 | Christmas Wrapping –                                              | Erstveröffentlichung: 16. Dezember 2008 Original: The Waitresses |
| 2009 | Raining Sunshine Wolkig mit Aussicht auf Fleischbällchen (O.S.T.) | Erstveröffentlichung: 24. August 2009                            |
| 2011 | Daydream Sparks Fly                                               | Erstveröffentlichung: 9. März 2011                               |

## Statistik

### Chartauswertung
|                     | DE    | AT    | CH    | UK    | US    |
| ------------------- | ----- | ----- | ----- | ----- | ----- |
| Nummer-eins-Alben   | DE—DE | AT—AT | CH—CH | UK—UK | US—US |
| Top-10-Alben        | DE—DE | AT—AT | CH—CH | UK—UK | US1US |
| Alben in den Charts | DE1DE | AT3AT | CH1CH | UK—UK | US5US |

|                       | DE    | AT    | CH    | UK    | US    |
| --------------------- | ----- | ----- | ----- | ----- | ----- |
| Nummer-eins-Singles   | DE—DE | AT—AT | CH—CH | UK—UK | US—US |
| Top-10-Singles        | DE—DE | AT—AT | CH—CH | UK—UK | US—US |
| Singles in den Charts | DE1DE | AT1AT | CH—CH | UK1UK | US4US |

### Auszeichnungen für Musikverkäufe
Anmerkung: Auszeichnungen in Ländern aus den Charttabellen bzw. Chartboxen sind in ebendiesen zu finden.
| Land/RegionAuszeichnungen für Musikverkäufe (Land/Region, Auszeichnungen, Verkäufe, Quellen) | Gold  | Platin | Verkäufe | Quellen  |
| -------------------------------------------------------------------------------------------- | ----- | ------ | -------- | -------- |
| Vereinigte Staaten (RIAA)                                                                    | Gold1 | —      | 500.000  | riaa.com |
| Insgesamt                                                                                    | Gold1 | —      |          |          |